# Nowica (gmina)
Nowica – dawna gmina wiejska w powiecie kałuskim województwa stanisławowskiego II Rzeczypospolitej. Siedzibą gminy była Nowica.
Gminę utworzono 1 sierpnia 1934 r. w ramach reformy na podstawie ustawy scaleniowej z dotychczasowych gmin wiejskich: Berłohy, Grabówka, Landestreu, Nowica, Uhrynów Stary, Uhrynów Średni i Zawój.
Pod okupacją Zawój wszedł w skład nowej gminy Wistowa; do gminy Nowica przyłączono też część zniesionej gminy Podmichale.
Po II wojnie światowej obszar gminy znalazł się w ZSRR.